# McDonnell FH Phantom
Il McDonnell FH Phantom era un aereo da caccia imbarcato statunitense impiegato durante il secondo dopoguerra; viene ricordato soprattutto per essere stato il primo jet da caccia navale. Nonostante disponesse di due motori (il prototipo, quando eseguì il primo volo, ne possedeva solo 1 perché era l'unico disponibile), la sua potenza era insufficiente a garantire prestazioni superiori a quelle dei più recenti velivoli con motori a pistoni.
Il Phantom fu il primo jet puro ad appontare su di una portaerei statunitense, preceduto tuttavia da un Ryan FR-1 Fireball (aereo mosso da un motore a pistoni sul muso e da un motore a getto in coda) con il motore a pistoni in avaria.
Volò per la prima volta nel 1945 ed entrò in servizio nel 1948; fu il precursore della genia dei caccia McDonnell, ma venne costruito in pochi esemplari e fu subito seguito dal progetto migliorato F2H Banshee, usato in Corea.

## Sviluppo
Il progetto del Phantom nacque nel 1942 quando, mentre le case costruttrici che fornivano abitualmente aerei alla U.S. Navy erano sovraccariche di ordini da eseguire, il Bureau of Aeronautics della Marina incaricò la McDonnell Aircraft (all'epoca un'impresa relativamente nuova e di scarsa esperienza) di realizzare due prototipi di un caccia monoposto imbarcato, con propulsione a getto.
Dopo aver condotto studi su diverse configurazioni possibili, una delle quali prevedeva l'utilizzo di sei piccoli turbogetti, la McDonnell fece volare il primo dei due prototipi definitivi il 26 gennaio 1945.
La denominazione iniziale era XFD-1, ma divenne FH al momento dell'ordine relativo agli esemplari di serie, consegnati a partire dal gennaio del 1947. Inizialmente equipaggiarono il Fighter Squadron 17A, imbarcato sulla USS Saipan.

## Descrizione tecnica
Monoplano ad ala bassa, aveva carrello triciclo anteriore; la propulsione era affidata a due Westinghouse J30-WE-20, posizionati alla radice delle semiali: questa soluzione venne considerata più aerodinamica e preferita all'utilizzo di gondole subalari.
I due motori furono disassati verso l'esterno della fusoliera, al fine di preservare il corpo del velivolo dal calore dei gas di scarico.
L'armamento, posizionato integralmente nel muso dell'aereo, era costituito da 4 mitragliatrici dal calibro di 12,7 mm.

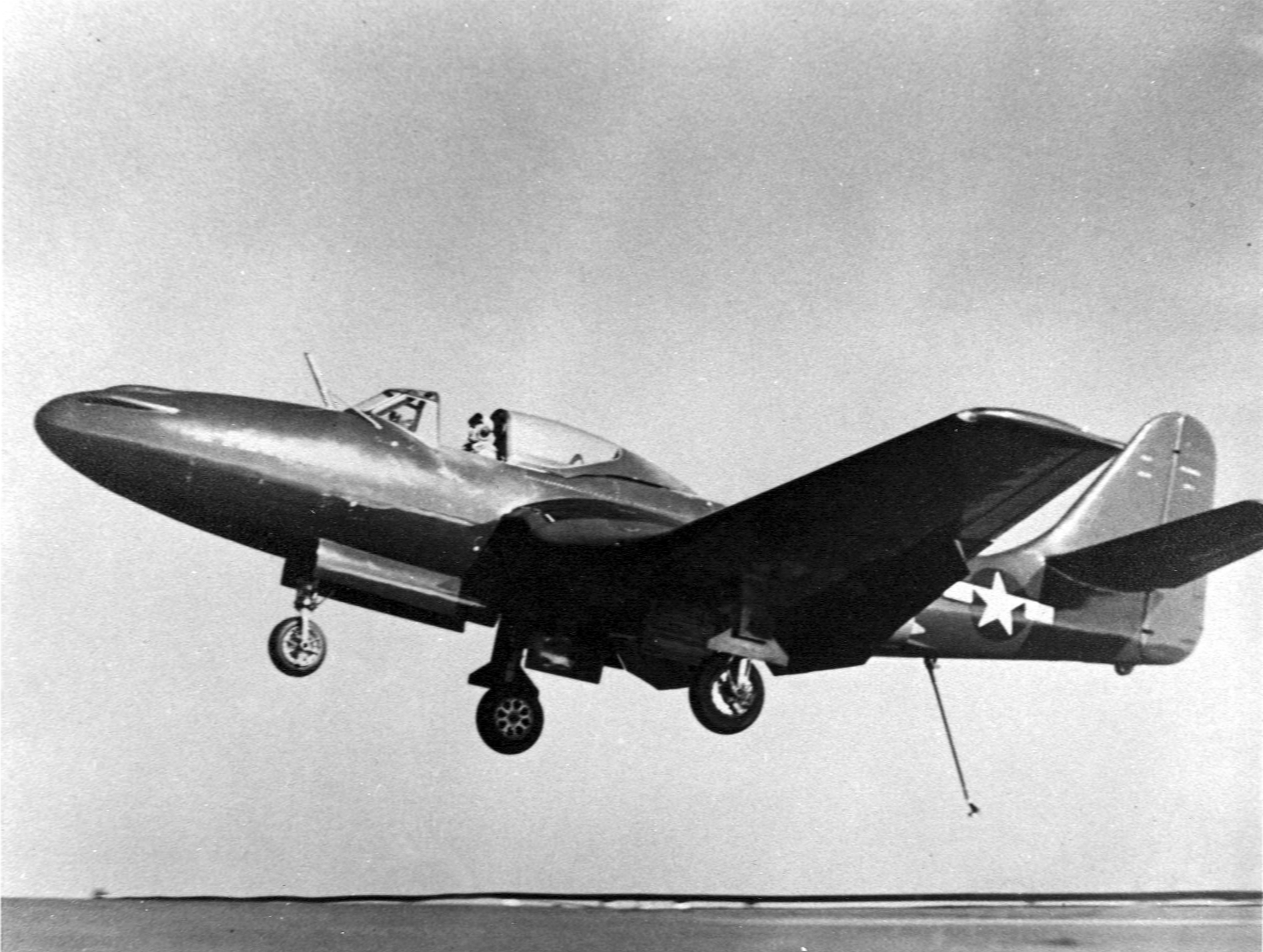
Un Phantom atterra sul ponte della USS Franklin D. Roosevelt.

## Versioni
- FH-1: unica versione prodotta, consegnata in 60 esemplari di serie.

## Denominazione ufficiale
Il sistema di designazione degli aerei della Marina Americana, in vigore tra il 1922 e il 1962, prevedeva l'indicazione del ruolo del velivolo (F=Fighter, aereo da caccia) seguita dall'indicativo della casa costruttrice (H=McDonnell). Tra le due lettere veniva riportato il progressivo del modello (il n°1 generalmente non veniva indicato) e dopo tale sigla si evidenziava la variante relativa al modello. Così FH-1 indicava la prima variante (in questo caso anche l'unica) del primo aereo da caccia della McDonnell.

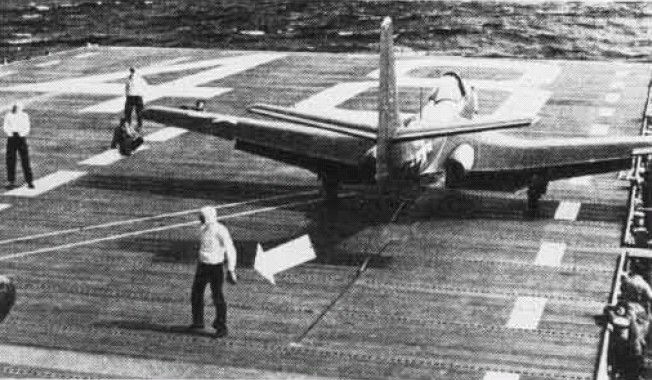
Un Phantom ripreso sul ponte della USS Saipan.

## Utilizzatori
Stati Uniti
- United States Navy
- United States Marine Corps